# Svensk mesterskab i ishockey 1935
Det svenske mesterskab i ishockey 1935 var det 14. svenske mesterskab i ishockey for mandlige klubhold. Mesterskabet havde deltagelse af 13 klubber og blev afviklet som en cupturnering med afslutning den 22. marts 1935.
Mesterskabet blev vundet af AIK, som blev svenske mestre for anden sæson i træk og anden gang i alt. I finalen vandt AIK med 2-1 efter forlænget spilletid over Hammarby IF, der havde kvalificeret sig til slutkampen for femte sæson i træk, og sjette gang i alt.
Finalen blev afviklet i Ispaladset i Stockholm under overværelse af 1.600 tilskuere. Stillingen efter ordinær spilletid var 1-1, efter at Sig Emanuel Andersson i starten af anden periode havde bragt Hammarby foran med 1-0, mens Holger Engberg havde udlignet til 1-1 blot 2-3 minutter inden afslutningen på tredje periode. Kampen skulle derfor afgøres i forlænget spilletid, der blev afviklet over 2 × 5 minutter. Det afgørende 2-1-mål blev scoret i den første overtidsperiode af Holger Engberg.

## Resultater

### Første runde
|                                  | Tranebergs IF - UoIF Matteuspojkarna | 1–0 |
| IK Göta - BK Nordia              | 9–0                                  |     |
| Nacka SK - IF Johanniterpojkarna | 2–0                                  |     |
| Södertälje SK - IF Mariefred     | 1–0                                  |     |
| IK Hermes - Södertälje IF        | 8–1                                  |     |

### Kvartfinaler
| Dato                          | Kamp                   | Res.  | Perioder      | Tilsk. | Spillested    |
| ----------------------------- | ---------------------- | ----- | ------------- | ------ | ------------- |
| 7. marts                      | Hammarby IF - Nacka SK | 10–01 | 2-0, 4-0, 4-0 |        | Östermalms IP |
|                               | Karlbergs BK - IK Göta | 3–1   |               |        |               |
| Tranebergs IF - Södertälje SK | 1–0                    |       |               |        |               |
| 12. marts                     | AIK - IK Hermes        | 1–0   |               |        |               |

### Semifinaler
| Dato      | Kamp                       | Res. | Perioder      | Tilsk.  | Spillested |
| --------- | -------------------------- | ---- | ------------- | ------- | ---------- |
| 13. marts | Hammarby IF - Karlbergs BK | 8–0  | 1-0, 6-0, 1-0 | 500-600 | Ispaladset |
| 15. marts | AIK - Tranebergs IF        | 6–0  |               |         |            |

### Finale
| Dato      | Kamp              | Res. | Perioder      | Forl.    | Tilsk. | Spillested |
| --------- | ----------------- | ---- | ------------- | -------- | ------ | ---------- |
| 22. marts | AIK - Hammarby IF | 2–1  | 0-0, 0-1, 1-0 | 1-0, 0-0 | 1.600  | Ispaladset |

## Spillere
AIK's mesterhold bestod af følgende spillere:
- Tycho Bohman (2. SM-titel)
- Herman Carlson (2. SM-titel)
- Holger Engberg (1. SM-titel)
- Åke Ericson (2. SM-titel)
- Axel Nilsson (2. SM-titel)
- Erik Persson (2. SM-titel)
- Wilhelm Petersén (2. SM-titel)
- Sven Söderström (1. SM-titel)

Ingen af AIK's spillere havde været udtaget til det svenske landshold, der blev nr. 5 ved VM i Davos tidligere på vinteren. Inden VM spillede landsholdet en testkamp mod AIK, der endte 1-1.
Hammarby IF's sølvhold bestod af følgende spillere:
- Stig Emanuel "Stickan" Andersson
- Åke "Plutten" Andersson
- Sven Bengtsson
- Sven "Svenne Berka" Bergqvist
- Ruben "Rubbe" Carlsson
- Lennart "Joe" Hellman
- Erik Jansson
- Ragnar "Ragge" Johansson
- Erik "Burret" Larsson
- Bengt Liedstrand
- Bertil "Berra" Lundell
- Sören Pettersson
- Emil "Emma" Rundqvist
- Anders "Ankan" Ståhl
- John Wikland
- Sigfrid "Sigge" Öberg